# Camilo Reyes Rodríguez
 Camilo Reyes Rodríguez  es un diplomático de carrera colombiano, licenciado en diplomacia y Relaciones Internacionales de la Universidad Jorge Tadeo Lozano, con posgrado en Derecho de Integración de la Universidad de Prodeo en Roma. Reyes se desempeñó en 1998, bajo el gobierno de Ernesto Samper, como ministro de relaciones exteriores, siendo el primer y, hasta el momento, único diplomático de carrera en ocupar dicho cargo.

## Carrera diplomática y profesional
Reyes se desempeñó como embajador de Colombia, secretario general de la Cancillería colombiana y jefe de gabinete, antes de asumir el rol de ministro tras la renuncia al cargo de María Emma Mejía.
El 21 de julio de 2010 asumió el cargo de director ejecutivo en la Cámara de Comercio Colombo Americana, Amcham. En 2013 integró la Comisión Asesora de Relaciones Exteriores.
Entre sus condecoraciones se cuenta la Orden de Boyacá y la Orden de San Carlos en orden de Gran Cruz.